# Médico de família
Médico de família é a denominação pela qual é habitualmente conhecido o médico especialista em atenção primária, para tal é necessário ampla capacitação em diversas áreas da medicina.
Trabalha habitualmente nos Cuidados de Saúde Primários. Desenvolvendo muito do seu trabalho na assistência dos seus usuários, não raras vezes tem a seu cargo funções de Orientação de Formação de Internos desta especialidade e ainda pode desenvolver trabalhos de investigação, nomeadamente clínica e no âmbito da comunidade. O médico de família é capaz de resolver cerca de 80% dos problemas daqueles que a ele recorrem. Quando necessário, nunca perdendo o contato com o usuário, é ele que irá orientar a pessoa dentro dos Serviços de Saúde Secundários, referenciando a um especialista, quando necessário. No fundo, é o médico especializado naquela pessoa e que idealmente a conhecerá melhor que qualquer outro. Poderá acompanhá-lo desde o momento em que nasce, até terminar o seu ciclo de vida.

## Médicos de família notáveis
- Juan Gérvas